# Saari-Valkeinen
Saari-Valkeinen är en sjö i Finland. Den ligger i kommunen Kuhmo i landskapet Kajanaland, i den centrala delen av landet, 500 km nordost om huvudstaden Helsingfors. Saari-Valkeinen ligger 180 meter över havet. Arean är 73 hektar och strandlinjen är 10,84 kilometer lång. Sjön  ingår i Uleälvens huvudavrinningsområde. 